# Jerzy Zajda
Jerzy Zajda (ur. 10 maja 1963 w Głubczycach) – polski piłkarz występujący na pozycji bramkarza. Dwukrotny wicemistrz Europy U-18 z lat 1980 i 1981.
W swojej karierze występował w klubach: Zagłębie Wałbrzych, Gwardia Szczytno, Wisła Kraków, Widzew Łódź, Warta Poznań, ŁKS Łódź, Poroniec Poronin, KSZO Ostrowiec Świętokrzyski, Varta Namysłów, Świt Krzeszowice. W 1997 wyjechał do USA, gdzie bronił braw Chicago Eagles i Royal-Wawel Chicago. W 1998 zakończył karierą zawodniczą.